# Apollodotos I
Apollodotos I (gr. Ἀπολλόδοτος) – hellenistyczny władca indo-grecki, panujący przypuszczalnie w latach 180–160 p.n.e.
Zgodnie z hipotezą przedstawioną przez brytyjskiego historyka Williama Woodthorpe'a Tarna był koregentem króla Baktrii Demetriusza I i jednym z jego dowódców podczas inwazji na Indie. Przyjmuje się, że Apollodotos był pierwszym władcą baktryjskim, który rozciągnął swoje panowanie na terytorium Półwyspu Indyjskiego. O władcy tego imienia panującym nad Indiami wspominał w III wieku historyk rzymski Marek Junianus Justynus. O znajdujących się wciąż w obiegu na wybrzeżu Indii kilka pokoleń później monetach z imieniem króla mówi także Periplus Morza Erytrejskiego. Zasięg świadectw numizmatycznych pozwala przyjąć, że władztwo Apollodotosa obejmowało Paropamisadę, Arachozję, Gandharę oraz zachodnią część Pendżabu.